# Rainer Kappe
Rainer-Michael Kappe (* 11. August 1943 in Rheinsberg; † 25. Dezember 2020) war ein deutscher Jurist, Künstler und Herausgeber. Er ist der Sohn der Künstlerin Eva-Maria Kappe und Enkel der Künstlerin Johanna Helene Charlotte Schröder, genannt Hannes Petersen. Kappe illustrierte mehrere Bücher und veröffentlichte Karikaturen in verschiedenen Zeitschriften, meistens mit thematischem Bezug zum Bibliothekswesen und der Museumsforschung.

## Leben
Rainer Kappe wurde 1943 in Rheinsberg geboren und besuchte später in Hamburg das Gymnasium. Er studierte in Freiburg sowie an der Freien Universität Berlin und arbeitete dann im Deutschen Bibliotheksinstitut und später im Jüdischen Museum Berlin. Geprägt durch seine Mutter, Großmutter und deren zweiten Ehemann, dem Bildhauer und Rompreisträger Nicolaus Wendelin Schmidt begann Kappe schon zu Schulzeiten damit ebenfalls künstlerisch zu arbeiten. Ab den 1970er Jahren beteiligte er sich an mehreren Ausstellungen in Berlin. Als Jurist in der Referendarzeit (Anfang der 1970er Jahre), deckte Kappe auf, dass es unter Juristen auch Ausbilder gab, welche aufgrund ihrer NS-Vergangenheit als Ausbilder untragbar waren. Seit Januar 2000 wirkte er mit beim Aufbau des Jüdischen Museums Berlin und war Mitglied in verschiedenen Gremien, u. a. in der Arbeitsgruppe für die Gedenkstätten in Berlin und Brandenburg.
Rainer Kappe war verwitwet, hatte drei Kinder und lebte in Berlin.

## Werke
- Das Tagebuch des Klaus Seckel – Anfang und Ende einer Kindheit an der Quäkerschule Eerde (1937–1943). (Hrsg. und Illustrationen) zusammen mit Susanne Brandt, Simon Verlag für Bibliothekswissen, Berlin 2011.
- Erzählen und Entdecken. Susanne Brandt (Hrsg.): Zeichnungen: Rainer Kappe, Simon Verlag für Bibliothekswissen, Berlin 2010
- Der Bibliothekar -ein Monodrama. Informationsspezi oder Bücherwurm? Manager oder armer Poet? Zeichnungen: Rainer Kappe, Simonverlag für Bibliothekswissen, Berlin 2008.
- Lehrbriefe: Schulbibliothek. Niels Hoebbel, Rita Schmitt, Zeichnungen: Rainer Kappe, Deutsches Bibliotheksinstitut, Berlin 1985.
- In den Blick gerückt Rechtsfragen im Museum. In: Journal des Hessischen Museumsverbandes, 39/2010.
- Mitteilungen und Berichte aus dem Institut für Museumsforschung, Nr. 49, 3. Juristisches Symposium der Deutschen Kinemathek 2009, Grafik Rainer Kappe

## Trivia
Der neuseeländische Autor Nigel Cox beschreibt in seinem Roman Responsibility die Anfangszeit des Jüdischen Museums Berlin. Rainer Kappe bot ihm hierbei die Vorlage für die Romanfigur des Prof. Dr. Uwe Kappe.